# Bürgervereinigung Landsberg im 20. Jahrhundert
Die Bürgervereinigung Landsberg im 20. Jahrhundert e. V.  wurde am 9. November 1983 gegründet. An diesem Tag fand auch die erste Gedenkfeier für die 14.500 ermordeten jüdischen KZ-Häftlinge der elf KZ-Außenlager des KZ-Außenlagerkomplexes Kaufering auf dem KZ-Friedhof des ehemaligen KZ-Außenlagers Kaufering I – Landsberg der Stadt Landsberg am Lech statt.

## Gründung und Anfänge
Acht Bürger hatten sich zusammengeschlossen, um die Erinnerung an den Judenmord vor der eigenen Haustür zu bewahren. Unter den Gründungsmitgliedern befanden sich ein ungarisch-jüdischer Überlebender von Auschwitz-Birkenau, ein politisch Verfolgter des „Dritten Reichs“ und Anton Posset, der bis zu seinem Tod im Jahr 2015 1. Vorsitzender des Vereins war.
Die Gründung der Bürgervereinigung geht auf die Initiative von Anton Posset zurück. Unter seiner Leitung als Vorstandsvorsitzender gelang es den damaligen bayerischen Ministerpräsidenten Franz Josef Strauß von der Denkmalfähigkeit der letzten KZ-Tonröhrenunterkünfte auf dem ehemaligen jüdischen KZ-Außenlagers Kaufering VII – Erpfting zu überzeugen, so dass deren Erhaltung als Ziel im „Interesse der Allgemeinheit“ sichergestellt war. Strauß vertrat die Auffassung, dass der Erhalt und Denkmalschutz der letzten KZ-Erdbunker des ehemaligen "KZ-Außenlager Kaufering VII – Erpfting" am besten von Bürgern vor Ort betrieben werden könne: als Aufgabe gegen Totalitarismus und Rassismus.
Ein Jahr nach der Gründung wurde aufgrund der Initiative von Anton Posset und der Bürgervereinigung gemeinsam mit Viktor Frankl und der Gemeinde Kaufering der erste Gedenkstein im Raum Landsberg/Kaufering auf dem noch vorhandenen Fundament der Küchenbaracke des KZ-Außenlagers Kaufering III errichtet. Der Text dieses Gedenksteines, „Geschändete und Geopferte mahnen Euch – Menschen lasst nicht ab vom Streben nach Freiheit, Frieden und Recht“, wurde von Anton Posset in einer Diskussion mit Viktor Frankl, dem späteren Ehrenmitglied der Bürgervereinigung, entworfen. Den Gedenkstein stiftete der damalige Bürgermeister Jung der Gemeinde Kaufering. An der Einweihung am 11. November 1984 war Viktor Frankl als ehemaliger Lagerinsasse anwesend und hielt eine richtungsweisende Gedenkrede. Anschließend stellte er sich einer Diskussion mit Landkreisbürgern.
Seit dieser Gründung bemüht sich die Bürgervereinigung um den Erhalt der Überreste des ehemaligen KZ-Außenlager Kaufering VII – Erpfting. Sie erreichte mit Unterstützung von Ministerpräsident Franz Josef Strauß den Denkmalschutz für die KZ-Erdbunker. Das in einem Waldstück zwischen Landsberg und Erpfting liegende Grundstück und Teile der damals noch vorhandenen Überreste wurden 1987 mittels der finanziellen Unterstützung von Alexander Moksel für die Erinnerungsarbeit erworben. Dies erfolgte zu einer Zeit, in der Erinnerungsarbeit in weiten Teilen der Bevölkerung noch etwas Unbekanntes war.
Im Jahr 1989 gab Anton Posset gemeinsam mit der Bürgervereinigung den Anstoß, eine Gedenktafel am ehemaligen Lagereingang des DP-Lagers an der damaligen Saarburgkaserne anzubringen. Deren Inschrift erinnerte an das vor 1945 durch die Wehrmacht und später von der Bundeswehr genutzte Gelände als eines der ersten DP-Lager, das ausschließlich jüdischen Displaced Persons vorbehalten war. Oberst a. D. Irving Heymont, der erste Kommandant des Lagers, stiftete die Tafel, deren Errichtung sowohl von der Stadt Landsberg als auch von der Bundeswehr unterstützt wurde. Der Hauptredner war Abraham J. Peck von den American Jewish Archives, der in dem Lager geboren worden war. Ein anderer Redner war Simon Snopkowski, ein ehemaliger Bewohner des Lagers und damals Präsident der jüdischen Kultusgemeinden in Bayern.

## Die Europäische Holocaustgedenkstätte und deren Geschichte

### Kauf und Konservierung eines Teilgrundstückes des KZ-Außenlagers Kaufering VII – Erpfting
1985 erwarb die Bürgervereinigung einen Teil des Areals des ehemaligen KZ-Geländes des KZ-Außenlagers Kaufering VII – Erpfting und begann im folgenden Jahrzehnt mit dem Ausbau zur Europäischen Holocaustgedenkstätte, um eine Erinnerung an den Holocaust auf Dauer und in Würde zu ermöglichen. Anton Posset konnte damals Alexander Moksel überzeugen, die finanziellen Mittel für den Kauf bereitzustellen. Die Bunker waren damals verwahrlost und wurden von einer Rockergruppe, den Devil Knights, als Vereinsheim genutzt. Von Anfang an pflegte die Bürgervereinigung das Grundstück, um dessen Erhalt und Konservierung sicherzustellen.

### Film: Band of Brothers – Wir waren wie Brüder
Im Jahr 2000 erlangte der Verein internationale Bekanntheit durch die Zusammenarbeit von Anton Posset mit dem Filmteam von Steven Spielberg und Tom Hanks, als ein originalgetreuer Nachbau des KZ-Außenlager Kaufering IV – Hurlach für die Miniserie Band of Brothers – Wir waren wie Brüder, Teil 9 „Warum wir kämpfen“, in England erstellt wurde. Im Film wird das Lager Kaufering, und nicht wie bis dato in filmischer Darstellung üblich Dachau oder Auschwitz, befreit.

### Übergabe des Grundstückes an den neu gegründeten Verein – Europäische Holocaust Gedenkstätte Stiftung e. V. – Die Gedenkstätte wird ein Ort von nationaler Bedeutung
Schließlich wurde die Gedenkstätte an den im Jahr 2009 neu gegründeten Verein, die Europäische Holocaustgedenkstätte Stiftung e. V., übergeben. Diese wurde durch u. a. sechs Mitglieder der Bürgervereinigung gegründet mit dem Fokus, das Grundstück zu unterhalten und sich der Konservierung der Erdbunker zu widmen. Hierfür wurde der neue Verein auch mit den nötigen finanziellen Mitteln für die vorgesehene Restauration der Erdbunker und den Erhalt des Grundstückes ausgestattet.
In den Jahren 2009 bis 2012 wurde die Bürgervereinigung durch einen Geschäftsleitungsvertrag von der Europäischen Holocaustgedenkstätte Stiftung mit der Geschäftsleitung der Europäischen Holocaustgedenkstätte betraut. Die Geschäftsleitung durch die Bürgervereinigung endete im Jahr 2013.
Im gleichen Jahr wurde die Gedenkstätte national noch bekannter, da ein Bild des KZ Außenlagers Kaufering VII – Erpfting auf das Plakat zum „Tag des offenen Denkmals“ als einziges Bild für das nationale Plakat aus dem Bundesland Bayern ausgewählt wurde. Es befasste sich als einzige Darstellung mit einem ehemaligen jüdischen KZ-Außenlager und seinen authentischen archäologischen Überresten in Deutschland. Motto in diesem Jahr war „Jenseits des Guten und Schönen: Unbequeme Denkmale“.
Seit dem Jahr 2009 hat sich die „Bürgervereinigung Landsberg im 20. Jahrhundert“ auf die Beratung des Stiftungsvereins, die Weiterführung der historischen Forschung und die Gedenkarbeit fokussiert. Die Restauration/Konservierung der Bunker wurde erfolgreich von der „Europäischen Holocaust Gedenkstätte Stiftung“ auch dank öffentlicher Fördergelder für ca. 800.000 Euro abgeschlossen und 2016 mit dem Bayerischen Denkmalpreis in Gold ausgezeichnet.

## Forschung
Seit 1983 sichert die Bürgervereinigung die letzten Spuren des KZ-Außenlagerkomplexes Kaufering der elf KZ-Außenlager in Stadt und Landkreis Landsberg und sammelt Materialien, Dokumente, Quellen und Zeitzeugenberichte zu folgenden Forschungsgebieten:
- Antijüdische Tradition im Landsberg des 19. Jahrhunderts
- Hitlers Festungshaft in Landsberg 1923/1924
- Landsberg „Stadt der Jugend“ – „Hitlerstadt“ – nationalsozialistischer Wallfahrtsort 1935–1945
- Die KZ-Kommandos Kaufering/Landsberg 1944/1945
- Kriegsverbrechergefängnis (War Crime Prison Nr. 1) in Landsberg 1945–1955
- Das DP-Lager (Displaced Persons Camp) Landsberg 1945–1951
- Besatzungszeit und demokratischer Neubeginn seit 1945
- Geschichte der Verdrängung und Aufarbeitung – die unbewältigte Vergangenheit des 20. Jahrhunderts

### KZ Archäologie – Systematische Erforschung des Dachauer KZ-Außenlager-Komplexes Kaufering
Alles begann mit der Arbeit einer Schülergruppe unter Leitung des bayerischen Gymnasiallehrers Anton Posset, die 1983/1984 für ihre Forschungsarbeit über den KZ-Außenlagerkomplex Kaufering und das Rüstungsprojekt Ringeltaube aus der Hand von Bundespräsident Karl Carstens den 1. Preis im Schülerwettbewerb Deutsche Geschichte um den Preis des Bundespräsidenten erhielt. Damals kannte man nur die jüdischen Friedhöfe um Landsberg. Der geschichtliche Zusammenhang zu diesen war bis dato sowohl in der Bevölkerung als auch in den lokalen Geschichtsbüchern wenig bekannt. Es wurden die Archive in Dachau und Landsberg nach historischem Material durchsucht. Die genaue Lage der Lager, und die damit verbundene Dimension der Gräueltaten, waren vor Ort nicht zu erkennen. Dabei entdeckten die Schüler die letzten Überreste von Erdbunkern des KZ-Außenlagers Kaufering VII – Erpfting, die heutige Europäische Holocaust-Gedenkstätte.
Durch die jahrelange Auswertung von historischen Quellen, Luftbildaufnahmen, Interviews von Zeitzeugen und Vor-Ort-Begehungen mit Zeitzeugen wurde nach und nach klar, an welchen Stellen sich die einzelnen Lager befanden. Die Ergebnisse dieser Arbeit wurden schließlich im Themenheft Heft 4 – Das KZ-Kommando Kaufering 1944/45: Die Vernichtung der Juden im Rüstungsprojekt „Ringeltaube“ – in Form einer geographischen Karte veröffentlicht. Damit wurde die Dimension dieses Außenlagers durch die Arbeit von Anton Posset, Wolfgang Habel und Michael Strasas erstmals 1993 sichtbar gemacht.
Der KZ-Außenlagerkomplex Kaufering bestand aus zwölf KZ-Außenlagern, von denen die ersten elf von der gemeinsamen Kommandantur im KZ-Außenlager Kaufering I – Landsberg verwaltet wurden.
1. KZ-Außenlager Kaufering I – Landsberg, Landsberg, nahe der Iglinger Straße. Zugleich SS-Kommandantur. Von beidem ist heute nichts mehr zu sehen.
2. KZ-Außenlager Kaufering II – Igling, Igling
3. KZ-Außenlager Kaufering III, Kaufering
4. KZ-Außenlager Kaufering IV – Hurlach (auch: Kolonie Hurlach)
5. KZ-Außenlager Kaufering V – Utting, Utting
6. KZ-Außenlager Kaufering VI – Türkheim, Türkheim
7. KZ-Außenlager Kaufering VII – Erpfting, Erpfting, heute mit Gedenkstätte
8. KZ-Außenlager Kaufering VIII – Seestall, Seestall
9. KZ-Außenlager Kaufering IX – Obermeitingen, Obermeitingen
10. KZ-Außenlager Kaufering X – Utting, Utting
11. KZ-Außenlager Kaufering XI – Stadtwaldhof/Landsberg, Stadtwaldhof (Bunker in der Welfen-Kaserne in Landsberg am Lech)
12. SS-Arbeitslager Landsberg am Lech, Turnhalle im Fliegerhorst Penzing

### Themenhefte „Landsberger Zeitgeschichte“
1986 veröffentlichte die Bürgervereinigung, in Form einer Mitgliederbroschüre, eine erste Publikation rund um die Aufarbeitung der Geschichte zur Zeit des Nationalsozialismus in und rund um Landsberg. In dieser wurden unter anderem Texte von Viktor Frankl, dem Ehrenmitglied der Bürgervereinigung, aus seinem Buch … trotzdem Ja zum Leben sagen beigesteuert. Auch die Aufzeichnung des damaligen Lagerpriesters Jules Jost, die zur Ermittlung der Totenzahlen des KZ-Außenlagerkomplexes Kaufering diente, wurde dort, neben anderen zeitgenössischen Dokumenten (Brief von Franz Josef Strauß, Viktor Nečas, Tibor Lichtmann u. a. m.), veröffentlicht. Jules Jost wurde hierfür in Luxemburg von Anton Posset und Wolfgang Habel als Zeitzeuge interviewt. Diese Broschüre war der Anstoß für die später folgenden Themenhefte.
In den Jahren 1993 bis 1996 veröffentlichte der Verein seine Forschungsarbeit mittels der sechs „Themenhefte Landsberger Zeitgeschichte“ neben zahllosen Zeitungsartikeln und Leserbriefen in unterschiedlichen nationalen und internationalen Journalen. Hierbei wurden unter der Leitung von Anton Posset, Manfred Deiler und Michael Strasas als Redaktion die Themen rund um Aufarbeitung des größten KZ-Außenlagerkomplexes des Deutschen Reiches (Heft 4), die Kriegsverbrecher (Heft 1), das DP-Lager in Landsberg (Heft 6), Adolf Hitler und seine Haftzeit in der Festungshaft (Heft 1), den Todesmarsch und die Befreiung des KZ-Lagerkomplexes (Heft 2), die Entdeckung des KZ-Außenlagers Landsberg mit seinen hauptsächliche französischen Häftlingen in Penzing (Heft 5) und die Geschichte der Stadt Landsberg im Nationalsozialismus (Heft 3) dargestellt. Diese Hefte lösten eine gesellschaftliche Diskussion in Landsberg rund um den Umgang mit diesem Teil der Geschichte aus. Teile dieser Diskussion können in Form von Leserbriefen in den Heften nachgelesen werden. Das alles geschah in einer Zeit, bevor durch die Stadt Landsberg offizielle Publikationen rund um die Thematik in Auftrag gegeben wurden.

### SS-Arbeitslager Landsberg am Lech – Entdeckung des 12. KZ-Außenlagers des Außenlagerkomplexes Kaufering
Neben den bis dato bekannten elf KZ-Außenlagern wurde ein weiteres in Landsberg, auf dem Fliegerhorst Penzing, entdeckt, das SS-Arbeitslager Landsberg am Lech. Dieses unterstand nicht dem KZ-Außenlagerkomplex Kaufering des KZ Dachau. Dort befanden sich hauptsächlich französische Zwangsarbeiter, unter ihnen der spätere Physik-Nobelpreisträger Georges Charpak. Anlässlich der 50. Jahrfeier der Befreiung des KZ-Außenlagerkomplexes Kaufering bei Landsberg wurde am 1. Mai 1995 eine deutsch/französische Gedenktafel der Bürgervereinigung gemeinsam von Anton Posset und Marcel Miquet, dem Vizepräsidenten der Organisation „Amicale des Anciens de Dachau“ eingeweiht.

### Kriegsverbrecherfriedhof – Spöttinger Friedhof
Durch die Veröffentlichung zu den Kriegsverbrechern im Themenheft 1 Von Hitlers Festungshaft zum Kriegsverbrecher-Gefängnis N° 1: Die Landsberger Haftanstalt im Spiegel der Geschichte rückte auch der Friedhof des Gefängnis’ (Spöttinger Friedhof), auf dem u. a. die im Gefängnis gehängten Kriegsverbrecher begraben wurden, wieder ins Gedächtnis. Über viele Jahre hinweg wurde er als Pilgerstätte von Rechtsextremen genutzt. Die Bürgervereinigung brachte in Zeitungsartikeln und Leserbriefen eine Diskussion rund um den Umgang mit dieser „Pilgerstätte“, die 50 Jahre später auch hätte aufgelöst werden können, in Gang. Die Gräber wurden aber von staatlicher Seite weiter gepflegt. Mittlerweile wurden die Namensschilder von den Kreuzen der jeweiligen Kriegsverbrecher entfernt.

### Jüdische Mitbürger aus Landsberg, die in durch die Ereignisse rund um die Reichspogromnacht aus Landsberg vertrieben wurden – Errichtung von „Stolpersteinen“
Seit Jahren fordert die Bürgervereinigung, vor den ehemaligen Wohnhäusern der am 9. November 1938 (Reichspogromnacht) aus der Stadt Landsberg vertriebenen fünf jüdischen Familien, zur Erinnerung an ihr Leid sogenannte Stolpersteine in den Fußweg in den Boden einzulassen. Nur einer dieser jüdischen Mitbürger – Max Weimann – ist in seine Geburtsstadt Landsberg nach dem Holocaust zurückgekehrt und hat bis zu seinem Tod dort gelebt. Die fünf ehemaligen „Judenhäuser“ sind das Weimannhaus (Hinteranger), Fischl-Schleßingerhaus (Vorderanger), Willstätterhaus Vordere Mühlgasse, Westheimerhaus (Hauptplatz) und Kemeterhaus (Bergstrasse).

### Übergabe der Schwangerenbaracke des ehemaligen KZ-Außenlagers Kaufering I – Landsberg an die Gedenkstätte Yad Vashem
Im Jahr 2003 stiftete der 1. Vorsitzende Anton Posset die noch original erhaltene Schwangerenbaracke aus dem KZ-Außenlager Kaufering I – Landsberg der Gedenkstätte Yad Vashem. Diese Baracke war nach dem Krieg an eine Zimmerei in Issing verkauft und im Originalzustand dort aufgebaut worden. Der Zimmerermeister Julius Müller spendete 2003 das durch die Forschungsarbeit entdeckte Gebäude. Mittels Geldspenden wurden der Abbau und der Transport nach Israel finanziert. Heute ist diese Baracke Bestandteil der Ausstellung in der Holocaust-Gedenkstätte in Yad Vashem.

## Publikationen
Teile der Forschungsergebnisse werden in den „Themenheften Landsberger Zeitgeschichte“ publiziert. Neben der Weitergabe von Wissen über die Geschichte an die jüngere Generation hatten und haben die Themenhefte auch die Aufgabe, weitere Zeitzeugen zu erreichen und sie dazu zu ermutigen, ihre Lebensgeschichte aufzuzeichnen („Oral History“).
Im Laufe der Jahre entstand eine Vielzahl an Filmen, Fernsehproduktionen und Rundfunkberichten im In- und Ausland. Einige dieser Produktionen hatten auch die Arbeit des Bürgervereinigung selbst zum Thema.

## Veranstaltungen, Ausstellungen und Gedenkfeiern
Daneben setzt sich die Bürgervereinigung von Anfang an für die Förderung von demokratischem Bewusstsein ein und stellt sich gegen Totalitarismus, Rassismus, Ausländerfeindlichkeit und Antisemitismus. Dies geschah und geschieht vor allem in einer Vielzahl von Veranstaltungen, Ausstellungen und Gedenkfeiern. Jedes Jahr wurden und werden am 9. November, dem Jahrestag der Reichspogromnacht, und am 27. April, Tag der Befreiung des KZ-Außenlagerkomplexes Kaufering durch die amerikanisch-französische Armeeeinheiten, Gedenkfeiern abgehalten. Zusätzlich wurden Veranstaltungen zum 27. Januar, Internationaler Holocaust-Gedenktag, zur „Woche der Brüderlichkeit“ oder dem „Tag des offenen Denkmals“ abgehalten.
Seit 2016 veranstaltet die Bürgervereinigung rund um den 9. November die Veranstaltungsreihe „Kultur wider das Vergessen“. Sie veranstaltet Führungen zu den archäologischen Überresten der 11 KZ-Außenlager von Landsberg/Kaufering.

## Weiteres Engagement
Bei der Bayerischen Justiz setzte die Bürgervereinigung – zwölf Jahre nach der Seligsprechung durch Papst Johannes Paul II. – die weltliche Rehabilitierung des Jesuitenpaters Rupert Mayer durch. Die Vereinigung war und ist KZ-Überlebenden sowie deren Kindern und Enkeln bei der Suche nach verschollenen Familienmitgliedern behilflich. Sie fördert überdies nationale und internationale Jugendbegegnungen, hält Vorträge und veranstaltet Führungen für Schüler und Studenten.

## Veröffentlichungen
- Themenheft Landsberger Zeitgeschichte – Bürgervereinigung Landsberg im 20. Jahrhundert:
  - Heft 1: Von Hitlers Festungshaft zum Kriegsverbrecher-Gefängnis N° 1: Die Landsberger Haftanstalt im Spiegel der Geschichte. 1993, ISBN 3-9803775-0-4.
  - Heft 2: Todesmarsch und Befreiung – Landsberg im April 1945: Das Ende des Holocaust in Bayern. 1993, ISBN 3-9803775-1-2.
  - Heft 3: Der nationalsozialistische Wallfahrtsort Landsberg: 1933–1937: „Die Hitlerstadt“ wird zur „Stadt der Jugend“. 1993, ISBN 3-9803775-2-0.
  - Heft 4: Das KZ-Kommando Kaufering 1944/45: Die Vernichtung der Juden im Rüstungsprojekt „Ringeltaube“. 1993, ISBN 3-9803775-3-9.
  - Heft 5: Das SS-Arbeitslager Landsberg 1944/45: Französische Widerstandskämpfer im deutschen KZ. 1995, ISBN 3-9803775-4-7.
  - Heft 6: Landsberg 1945–1950: Der jüdische Neubeginn nach der Shoa – Vom DP-Lager Landsberg ging die Zukunft aus. 1996, ISBN 3-9803775-5-5.

### Berichte zu den geschichtlichen Hintergründen
- Berichte von Zeitzeugen aus dem KZ-Kommando Kaufering

Manfred Deiler
- Hitlers Festungshaft in Landsberg am Lech.
- Dokumente Hitlers Festungshaft 1923/1924 in Landsberg: Eine Fotodokumentation von Manfred Deiler. (PDF-Datei; 4,7 MB)
- Das Ende der Konzentrationslager um Landsberg/Kaufering.
- Frauen im KZ-Kommando Kaufering – Die (Über)Lebensgeschichte der Gisela Stone.
- Wie der Plan, noch Tausende jüdische KZ-Häftlinge zu vernichten, vereitelt wurde.
- Großbunkerbaustelle Weingut II 1944/1945 in Landsberg: Eine Fotodokumentation von Manfred Deiler. (PDF; 8,6 MB)
- SS-Arbeitslager Landsberg: Die Erlebnisse des Viktor Boulerot.
- Landsberg wird zum Wallfahrtsort des Nationalsozialismus – Die Lechstadt vermarktet „ihre Hitlerzelle“.
- Wallfahrtsort Hitlerzelle Landsberg: Eine Fotodokumentation von Manfred Deiler. (PDF-Datei; 5,5 MB)
- Der „jüdische Aufstand“ 1946.

Anton Posset († 2015)
- Die amerikanische Armee entdeckt den Holocaust. (PDF-Datei; 5 MB)
- Das Ende des Holocaust in Bayern – KZ-Lager Kaufering IV. (PDF-Datei; 6,6 MB)
- Das Moll-Kommando: Ein Synonym für Tod und Vernichtung. (PDF-Datei; 3,3 MB)
- Deckname „Ringeltaube“ – Entstehung der OT Rüstungsbauten in Landsberg. (PDF-Datei; 6,5 MB)
- Das verschwundene „Stadion der Jugend“ – Wer hat Angst vor einem Modell aus der NS-Zeit?
- Vom DP-Lager Landsberg ging die Zukunft aus.
- Kriegsverbrechergefängnis Nr. 1 in Landsberg – Kronzeuge Morgenschweiß. (PDF-Datei; 5,6 MB)

Michael Strasas
- Kriegsverbrechergefängnis Nr. 1 in Landsberg: Sekt und Tulpen für Krupp und Co. (PDF-Datei; 2,6 MB)
- Kriegsverbrechergefängnis Nr. 1 in Landsberg: Die letzten sieben Hingerichteten. (PDF-Datei; 7,9 MB)
- 1951: Begnadigung für Kriegsverbrecher – 4000 demonstrieren auf dem Landsberger Hauptplatz. (PDF-Datei; 2,6 MB)
- Die jüdische Zeitung im DP-Lager Landsberg: „Jidisz Wort, mit unz bisto geworn bafrait“. (PDF-Datei; 1,5 MB)

Hermann Kriegl
- Umgang mit Landsbergs Zeitgeschichte – Historisches Niemandsland?

### Film
- Original-Filmaufnahme der US-Streitkräfte aus dem Archiv von Anton Posset übergeben von einem Befreier der 103. Infanterie-Division der alliierten US-Streitkräfte: KZ-Kommando Kaufering IV – 27. April 1945: Die amerikanische Armee entdeckt den Holocaust. Auf Anordnung des US-Oberst E. Seiler wurde davon ein siebenminütiger Dokumentarfilm erstellt. Flash-Player Video online.
- Tonfilmausschnitt aus „Der Marsch zum Führer“: Abschlusskundgebung in Landsberg Flash-Player Video, online, 6 Min.